# 井口和基
井口 和基（いぐち かずもと、1957年〈昭和32年〉10月13日 - ）は、日本のフリーランスの物理学者。

## 経歴
山梨県甲府市生まれ。1980年3月、東京理科大学理工学部物理学科卒業。卒業論文「Brown運動について」、小口明秀教授の指導による。
1982年3月、大阪大学基礎工学研究科数理系修士課程修了。修士論文「固体内電子のプラズモン」、宮城宏教授の指導による。
1985年5月、大阪大学物性物理工学系博士課程退学。1985年6月-12月、住友セメント中央研究所研究員。
1986年9月、ユタ大学物理学部Ph.D.コース入学。1989年5月、同大学物理学部“Outstanding Graduate Student Award”受賞。1991年、博士論文"Theory of Quasiperiodic Lattices"（「準周期格子の理論」）をまとめる。ビル・サザーランド（en:T. Bill Sutherland）教授の指導による。

## 主張
- 東日本大震災は核爆弾によって引き起こされた人工地震である[2]。

## 著作
- 『日本社会の構造的問題とその解決の方向 : 三セクター分立の概念』近代文芸社、1995年2月。
- 『三セクター分立の概念 : 日本社会の構造的問題とその解決の方向 : アカデミズムセクターの確立に向けて』太陽書房、2001年12月。
- 『何が科学をつぶすのか?』太陽書房、2002年8月。
- 『物理お宅博士のスポーツ観戦記 : ソルトレイク・オリンピック2002』太陽書房、2003年。
- 『物理お宅博士のスポーツ観戦記 : 日韓ワールドカップ2002』太陽書房、2003年5月。
- 『フラーとカウフマンの世界』太陽書房、200-014。
- 『柘植の「反秀才論」を読み解く 上』太陽書房、2004年10月。
- 『柘植の「反秀才論」を読み解く 下』太陽書房、2004年10月。
- ジェームズ・クラーク・マックスウェル 著、井口和基 訳『マックスウェルの電磁気学』太陽書房、2012年12月。
- 『ニコラ・テスラが本当に伝えたかった宇宙の超しくみ 上 (忘れられたフリーエネルギーのシンプルな原理)』ヒカルランド〈超☆わくわく ; 048〉、2013年11月。
- 『ニコラ・テスラが本当に伝えたかった宇宙の超しくみ 下 (地震予測とUFO飛行原理のファイナルアンサー)』ヒカルランド〈超☆わくわく ; 051〉、2013年12月。